# Saison 1 des Nouvelles Aventures de Sabrina
Chronologie
Saison 2
Cet article présente le guide des épisodes de la première saison de la série télévisée américaine Les Nouvelles Aventures de Sabrina.

## Diffusion
La série est diffusée sur le service de streaming Netflix. Cette première saison est composée de vingt épisodes :
- La première partie, composée de dix épisodes, a été mise en ligne le 26 octobre 2018.
- Le onzième épisode, un spécial ayant pour thème la fête de Noël, a été mis en ligne le 14 décembre 2018.
- La deuxième et dernière partie, composée des neuf épisodes restants, a été mise en ligne le 5 avril 2019.

## Distribution

### Acteurs principaux
- Kiernan Shipka (VF : Camille Donda) : Sabrina Spellman
- Ross Lynch (VF : Hervé Grull) : Harvey Kinkle
- Lucy Davis (VF : Daria Levannier) : Hilda Spellman
- Chance Perdomo (VF : Alexandre Nguyen) : Ambrose Spellman
- Michelle Gomez (VF : Juliette Degenne) : Mary Wardell / Madam Satan
- Jaz Sinclair (VF : Ludivine Maffren) : Rosalind « Roz » Walker
- Tati Gabrielle (VF : Jessica Monceau) : Prudence Night
- Adeline Rudolph (VF : Maïa Liaudois) : Agatha
- Richard Coyle (VF : Xavier Fagnon) : père Faustus Blackwood
- Miranda Otto (VF : Rafaèle Moutier) : Zelda Spellman

### Acteurs récurrents
- Abigail Cowen (VF : Philippa Roche) : Dorcas
- Lachlan Watson (VF : Alice Orsat) : Susie / Theo Putnam
- Bronson Pinchot (VF : Guillaume Lebon) : George Hawthorne
- Justin Dobies (VF : Fabrice Trojani) : Thomas « Tommy » Kinkle
- Chris Rosamund (VF : Michael Aragones) : M. Kinkle
- Darren Mann (VF : Oscar Douieb) : Lucas « Luke » Chalfant
- Gavin Leatherwood (VF : Elias Changuel) : Nicholas « Nick » Scratch
- Alvina August (VF : Laura Zichy) : Lady Constance Blackwood
- Adrian Hough (VF : Jerome Wiggins) : M. Putnam
- Anastasia Bandey (VF : Cléo Anton) : Dorothea Putnam
- Alessandro Juliani (VF : Christophe Desmottes) : Dr Cerberus
- Ty Wood (VF : François Santucci) : Billy Marlin
- Peter Bundic (VF : Françoua Garrigues) : Carl Tapper
- Annette Reilly : Diana Spellman
- Georgie Daburas : Edward Spellman
- Sarah-Jane Redmond (VF : Virginie Caliari) : Mme Kemper
- Alexis Denisof (VF : Arnaud Arbessier) : Adam Masters
- Jedidiah Goodacre (VF : Yann Peira) : Dorian Gray
- Tyler Cotton (VF : Françoua Garrigues) : Melvin
- Emily Haine (VF : Valérie Bescht) : Elspeth

### Invités
- Kurt Max Runte (VF : Jérôme Wiggins) : M. Kemper
- Jason Beaudoin (VF : Vincent Bonnasseau) : Jessie Putnam
- BJ Harrison : Mme Curtis
- Xantha Radley : Mme Meeks
- Aaron Hale : Seth Grinwis
- Kavandeep Hayre : Ed Dursley
- John Rubinstein : Daniel Webster
- Liam Hughes : Quentin
- Megan Leitch (VF : Emmanuelle Bondeville) : Batibat
- Reese Alexander (VF : Bertrand Dingé) : révérend Thomas Walker
- L. Scott Caldwell (VF : Annie Balestra) : Nana Ruth Walker
- Michael Hogan (VF : Patrick Préjean) : grand-père Kinkle
- Carmel Amit : Mildred
- Brenda McDonald : Desmelda
- Mckenna Grace : Sabrina Spellman jeune
- Heather Doerksen : Gryla
- Brian Markinson : Sin Bartel
- Rochelle Greenwood (VF : Patricia Piazza) : Shirley Jackson
- Alex Diakun : Cassius
- Nelson Leis : Belzébuth
- John Murphy : Asmodée
- Donald Sales : Purson
- Jeff Joseph : le coach Craven
- Veronica Cartwright : Mme McGarvey
- Emilija Baranac : Audrey
- Abby Ross : Desmelda jeune
- Nikolai Witschl : Howard
- Richard Yee : Dr Cornelius
- Ray Wise : l'anti-pape Enoch
- Spencer Treat Clark : Jerathmiel
- Bayley Corman : Mehitable
- William B. Davis : Methuselah
- Liam Hall : Marcus Pierce
- Adam DiMarco : Dario
- Luke Cook (VF : Pierre Tessier) : Satan / Lucifer Morningstar

## Synopsis

### Partie 1
Dans la petite ville de Greendale, Sabrina Spellman est une jeune lycéenne, mi-mortelle mi-sorcière, qui doit, lors de son 16e anniversaire, choisir entre rester parmi les mortels ou devenir une sorcière. Refusant dans un premier temps de signer le "Livre de la bête" pour rester avec ses amis ainsi que son petit-ami, Harvey, elle rejoint plus tard l'Académie des arts invisibles, après un accord avec le Père Blackwood, elle y rencontrera les sœurs du Destin ainsi que Nick, un jeune sorcier dont elle va se rapprocher. Mais quand un événement surnaturel menace la ville, Sabrina devra faire des choix pour sauver les habitants...

### Partie 2
Devenue une vraie sorcière, Sabrina délaisse ses amis et Harvey pour se consacrer à ses pouvoirs. Alors que l'école des arts invisibles se fait attaquer par des chasseurs de sorcières, Sabrina développe des pouvoirs plus puissants et devient de plus en plus dangereuse pour elle et ses proches. Mais une prophétie désigne Sabrina comme la messagère des enfers, qui ramènera Satan sur terre. Refusant son destin, Sabrina décide d'affronter Satan mais ce combat pourrait bien coûter des sacrifices...

## Épisodes

### Partie 1

#### Épisode 1:Chapitre un: Au pays d'octobre
- : 26 octobre 2018 sur Netflix

Le 27 octobre, Sabrina passe la soirée au cinéma en compagne de Harvey, son petit ami, et ses amies Roz et Susie. En sortant de la séance, elle propose à une de leurs professeures, Mme Wardwell, de se joindre à eux pour aller au café du Dr Cerberus et discuter du film, mais leur professeure refuse. En rentrant chez elle, cette dernière croise l'esprit d'une sorcière tuée en 1692 qui la tue pour prendre possession de son corps.
Le lendemain matin, les tantes de Sabrina, Hilda et Zelda, discutent avec elle de son Baptême obscur, qui doit avoir lieu le 31 octobre, jour de son 16e anniversaire, afin de devenir une sorcière à part entière. Sabrina doit choisir un compagnon, mais au lieu de le choisir parmi ceux proposés par le comité, elle préfère réaliser un sort d'incantation pour voir si un familier se porte volontaire. Sabrina confie à son cousin, Ambrose, ses doutes à propos de son Baptême obscur, qui implique également d'abandonner ses amis mortels, ce qu'elle n'a pas le courage de leur dire. 
Sabrina réalise son sort pour trouver un compagnon dans la forêt de Greendale et se retrouve à la place face à face avec trois sorcières de l'Académie des Arts Invisibles, Prudence, Dorcas et Agatha, qui lui jettent une malédiction car elles ne souhaitent pas la voir rejoindre l'Académie, Sabrina étant une métisse (mi-sorcière, mi-mortelle) et sous-entendent que l'accident qui a tué les parents de Sabrina n'en était pas un. En arrivant au lycée, Sabrina tente de se débarrasser de sa malédiction et tombe sur Susie, encore harcelée par des joueurs de football. Mais le principal Hawthrone ne semblant pas vouloir venir en aide à son amie, Mme Wardwell lui propose son aide en l'informant que ce dernier a une peur bleue des araignées. Sabrina décide de monter un club pour les filles du lycée avant le jour de son anniversaire, toujours en évitant de dire à Harvey et Roz qu'elle doit quitter le lycée après celui-ci. Leur conversation était épiée par un corbeau, Stolas, le compagnon de la femme qui a pris possession du corps de Mme Wardwell ; celle-ci révèle qu'elle a été envoyée ici par le Seigneur Obscur pour rompre l'attachement de Sabrina au monde des mortels. 
À la morgue, Hilda, Zelda et Ambrose se préparent à recevoir le corps de Connor, un jeune homme qui a été poignardé.
Harvey tente de convaincre Sabrina de fêter son anniversaire avec ses amis. Sabrina se décide à lui avouer qu'elle doit quitter Baxter High, prétendant aller dans un pensionnat dans le Connecticut. Mais Harvey l'interroge et réalise très vite qu'elle lui cache quelque chose. Sabrina lui dit la vérité à propos du Baptême Obscur, seulement Harvey n'acceptant pas la nouvelle, elle lui fait oublier sa confession avec un sort. En rentrant chez elle, Hilda vérifie que Sabrina a bien réussi à se laver de la malédiction mais ce n'est pas le cas. Après avoir eu une vision perturbante de ses parents alors qu'elle prenait un bain, Sabrina décide de se venger du principal Hawthrone avec l'aide d'Ambrose en envoyant une nuée d'araignées envahir sa maison. Après avoir fini, elle découvre un gobelin dans sa chambre, qui lui propose d'être son compagnon et prend l'apparence d'un chat noir s'appelant Salem.
Sabrina demande à ses tantes s'il est possible de reporter son Baptême Obscur, mais Zelda refuse catégoriquement, rappelant qu'on ne peut pas décaler le jour de son anniversaire, qui tombe qui plus est le jour même où doit avoir lieu une éclipse de lune de sang. Sabrina avoue à ses tantes qu'elle a des doutes à propos de son Baptême Obscur, dédier sa vie au Seigneur obscur et abandonner tous les côtés de la vie d'une mortelle. Ambrose lui propose une solution pour qu'elle soit sûre : un malum malus, un fruit de la connaissance qui est censé lui apporter des réponses. Mme Wardwell qui a écouté la conversation via Stolas ne veut pas qu'elle en trouve un, craignant que ce qu'elle découvre ne la décourage à rejoindre le chemin de la Nuit. 
Au lycée, le principal étant absent, Sabrina et Roz ont réussi à créer leur club, intitulé WICCA (les Walkyries Intersectionnelles Culturellement et Créativement Associées). Sabrina a proposé Mme Wardwell comme conseillère pédagogique. Cette dernière pousse Sabrina à se confier à elle, ce qu'elle fait et Mme Wardwell tente de convaincre Sabrina de revenir après les cours pour discuter avec elle, et surtout l'empêcher de trouver le malum malus. 
Pendant ce temps, Ambrose s'occupe du corps de Connor et pense avoir trouvé une marque de sorcier, l'amenant à envisager que le meurtre de Connor ait été réalisé par un chasseur de sorcière. Zelda déclare qu'il est plus que important que Sabrina signe le Livre de la Bête, une sorcière sans Coven se mettant en grand danger.
Sabrina, elle, cherche le plus vieil arbre du verger de pommes afin de trouver le malum malus. Mme Wardwell est bien décidée à la voir échouer et anime un épouvantail pour la repousser. Salem arrive, sauve Sabrina et lui indique le bon chemin. La jeune sorcière demande au malum malus si elle doit réaliser son Baptême obscur. Elle a une vision cauchemardesque d'elle, les mains ensanglantées, devant un arbre où des sorcières sont pendues et voit Satan sortir de l'arbre en question et s'avancer vers elle. Elle finit par recracher la pomme et sa vision cesse.

#### Épisode 2:Chapitre deux: Un obscur baptême
- : 26 octobre 2018 sur Netflix

Le père Blackwood étant chez elle, Sabrina possède une chance de poser toutes les questions à propos de son Baptême obscur, le fait de signer le Livre de la Bête et des conséquences sur sa vie. Également, elle ne se considère pas comme une mauvaise personne, or Satan est l'incarnation du mal. Le père Blackwood la corrige : le Seigneur obscur est l'incarnation du libre arbitre. Concernant Harvey, il lui explique qu'en tant que sorcière, elle vieillira beaucoup plus lentement que lui, ce qui pose un problème. Si son père a bien épousé une mortelle, sa mère, son cas était différent car il était le Grand Prêtre de l’Église de Nuit et malgré la bénédiction du Seigneur obscur, leur mariage a causé des tensions. Alors qu'il est sur le point de partir, Ambrose lui montre le cadavre amené à la morgue. Le père Blackwood est catégorique : l'homme portait bien une marque de Sorcier, mais ne croit pas à l'hypothèse d'un chasseur de sorcières.
En allant se coucher, Sabrina discute avec sa tante Hilda. Cette dernière lui explique qu'à son époque, ne pas signer le Livre de la Bête n'était pas envisageable et elle explique que, parfois, elle regrette un peu, ignorant que sa sœur Zelda écoute leur discussion. 
Le lendemain, veille de son anniversaire et baptême obscur, lorsque Sabrina arrive à l'école, elle découvre que Susie s'est fait frapper par les mêmes garçons qui la tourmentent. Folle de rage, elle va voir Mme Wardwell, qui lui conseille de répondre au feu par le feu, après avoir compris que Sabrina ne quittera pas son école mortelle tant que Susie est en danger. Elle décide de demander de l'aide aux Sœurs du Destin, Prudence, Agatha et Dorcas, qui acceptent si en échange, Sabrina promet de ne pas aller à l'école des Arts Invisibles. Sabrina consent, mais en croisant les doigts dans son dos. 
Pendant ce temps, Zelda tue sa sœur Hilda et l'enterre dans le jardin devant la maison. Ambrose reçoit les parents de Connor, le jeune homme qui a été tué. Il découvre que Connor avait probablement un familier. 
Le soir, Sabrina et les sœurs du Destin attirent les garçons qui harcèlent Susie dans les mines. Alors qu'ils pensent être en train d'embrasser chacune des filles, ils sont en réalité ensorcelés et s'embrassent entre eux. Sabrina les prend en photo, les menaçant de les rendre publiques si jamais ils s'en prennent encore à une fille à l'école. Après avoir terrorisé les garçons et jeté un sort sur eux, les sœurs du Destin avouent à Sabrina qu'elles savent qu'elle a menti, mais l'ont aidé tout de même car elles pensent finalement que Sabrina mérite d'aller à l'école des Arts Invisibles. Elles lui expliquent que Sabrina ne peut pas avoir liberté et pouvoir, qu'en devenant une sorcière elle doit renoncer à la première mais en restant mortelle, elle n'aura pas le second car le Seigneur Obscur ne l'acceptera jamais. 
Hilda a ressuscité et Zelda lui explique qu'elle la tuera autant de fois que nécessaire, privilège qu'elle possède en tant que sœur aînée, surtout si elle décourage encore Sabrina à propos du fait de signer le Livre de la Bête. Ignorant que Sabrina les écoute, elle rappelle à Hilda que Sabrina n'a pas le choix et doit signer le Livre de la Bête. 
Le jour de l'anniversaire de Sabrina est arrivé. Hilda a préparé la robe de mariée de sa mère pour que Sabrina la porte lors de son baptême obscur. Elle tente de rassurer sa nièce et de la convaincre de faire son Baptême obscur. Zelda lui explique qu'elle n'ira pas à l'école aujourd'hui pour se préparer, sous la surveillance d'Ambrose. Ce dernier finit par lui expliquer qu'une fois devenue une sorcière à part entière, elle ne voudra plus jamais faire des choses dans le monde mortel car sa vie sera trop différente et il sera trop difficile pour elle de continuer à voir ses amis mortels. Sabrina décide alors d'aller à la soirée que Roz a organisée pour Halloween, afin de voir ses amis une dernière fois, avant d'aller à son Baptême Obscur. 
L'éclipse de la lune arrivant, Sabrina réalise qu'elle est en retard pour son Baptême obscur et court dans la forêt pour y aller, mais elle continue de douter. La cérémonie presque finie, le père Blackwood lui apprend qu'en signant le Livre de la Bête, elle s'engage à obéir à tous les ordres du Seigneur Obscur ou ceux de toute autorité le représentant, de donner son esprit, corps et âme au Seigneur obscur. Réalisant qu'elle n'aura aucun libre arbitre et que Blackwood a menti, elle refuse de signer le Livre de la Bête. Elle a alors une vision de ses parents et sa mère lui intimant de fuir, ce qu'elle fait. Le père Blackwood ordonne aux sorciers et sorcières de l'attraper. Arrivant chez elle, tout le Coven la poursuit. Afin de la protéger, Ambrose ment en affirmant qu'une protection entoure la maison et que, à l'exception de la famille Spellman, les autres qui tenteront d'entrer brûleront. Les membres du Coven laisse alors Sabrina partir.  
De retour chez elle, Mme Wardwell est terrifiée, ayant raté la mission que le Seigneur obscur lui a confié. Ce dernier ne la punit pas néanmoins, tout n'est pas perdu : elle peut toujours réussir à convaincre Sabrina de signer le Livre de la Bête, ce qu'elle s'engage à faire. 
Trois jours plus tard, l'ambiance à la maison des Spellman est toujours tendue. Alors que sa tante Zelda lui reproche d'avoir failli à la volonté de son père, qui voulait que sa fille rejoigne l’Église de la Nuit, Sabrina avoue à ses tantes qu'elle a vu les spectres de ses parents dans la forêt et qu'ils ne souhaitaient pas qu'elle signe le Livre de la Bête.

#### Épisode 3:Chapitre trois: Le Procès de Sabrina Spellman
- : 26 octobre 2018 sur Netflix

Sabrina est bouleversée par sa rencontre avec le Seigneur Obscur et s'enfuit du bureau du Principal. Mme Wardwell va à sa rencontre et essaye d'obtenir des informations sur ce qu'il vient de lui arriver, mais Sabrina ne se confie pas à elle. Ambrose découvre le familier de Connor sur le cercueil de ce dernier. Il espère pouvoir découvrir par lui comment son maître est mort, Zelda lui explique que cette manière est impossible néanmoins Ambrose espère trouver une solution. Roz décide d'entrer en guerre contre la politique du Principal Hawthorne à propos de certains livres qu'il considère comme problématiques et bannis de la bibliothèque. 
En rentrant chez elle, Sabrina découvre qu'elle est assignée à comparaître pour rupture de promesse : le Seigneur Obscur la poursuit pour ne pas avoir signé le Livre de la Bête alors qu'elle l'aurait promis. Zelda semble terrifiée à l'idée que le Seigneur obscur soit en colère contre elles. Sabrina refuse d'aller à son procès, mais sa tante l'informe que non seulement elle est poursuivie, mais également Hilda et Zelda en tant que ses tutrices légales. Ambrose lui apprend alors que dans la loi des sorcières, il existe une présomption de culpabilité : Sabrina est déclarée coupable tant qu'elle ne prouve pas le contraire. De plus, jusqu'au procès, les pouvoirs d'Hilda et Zelda leur ont été retirés, ce qui a pour conséquence de les faire vieillir très rapidement. 
Sabrina ne comprend pas : elle n'a rien promis et elle ne sait pas comment se défendre. Ambrose lui indique qu'elle aura besoin d'aide et l'idéal serait d'obtenir celle d'un avocat, mortel, spécialisé dans le droit des sorcières, Daniel Webster qui aurait battu le Diable un jour. 
Zelda tente de négocier avec le père Blackwood pour éviter un procès. Il lui promet que le Seigneur Obscur saura se montrer indulgent si Sabrina plaide coupable et se soumet totalement à lui. Après le départ de Zelda, le père Blackwood réalise que Mme Wardwell a écouté la conversation ; cette dernière déclare que Sabrina est sa responsabilité. Elle l'accuse d'avoir failli à la faire signer alors que elle a bien réussi à l’amener jusqu'à l'autel, et lui rappelle de ne pas sous-estimer Sabrina. Cette dernière a trouvé Daniel Webster et lui demande son aide ; mais ce dernier refuse car il n'est plus avocat. 
Pendant ce temps, Harvey et son frère, Tommy, discutent de l'avenir d'Harvey. Il a trouvé un travail avec le Dr Cerberus, le libraire. Néanmoins son père refuse et lui ordonne de venir travailler à la mine. 
Le procès de Sabrina débute. Si elle est déclarée coupable, le père Blackwood exige non seulement qu'elle abandonne sa vie de mortelle immédiatement, mais également qu'à sa mort, elle brûlera pendant 333 ans. Alors que les juges lui demandent si elle plaide coupable ou non, Daniel Webster entre dans le Tribunal et déclare qu'elle plaide non coupable. Il avoue à Sabrina qu'il a décidé de l'aider en hommage à son père, Edward, qui l'a aidé dans le passé. 
Le père Blackwood considère qu'elle a fait croire au Seigneur des Ténèbres qu'elle allait signer le Livre de la Bête : elle est entrée dans la forêt vêtue d'une robe de mariée et a accompli l'entière cérémonie avant de fuir, rompant sa promesse. Daniel Webster réplique en disant qu'il n'existe aucune preuve de promesse, aucun contrat comme il l'est normalement exigé. Le père Blackwood apporte comme preuve le Livre de la Bête, qui contient le nom de Sabrina Spellman, qui a été inscrit 3 jours après sa naissance par son père, Edward, en présence de Zelda ; or cette signature a entraîné la promesse que l'âme de Sabrina appartiendrait au Seigneur obscur. Zelda avoue que, pour pouvoir épouser sa mère, le Seigneur Obscur a exigé d'Edward qu'il lui donne Sabrina. 
Le lendemain, Sabrina retrouve Harvey. Il lui explique que son père veut qu'il travaille à la mine, malgré le fait qu'il est terrorisé par les mines depuis qu'il s'y est perdu enfant et pense avoir vu un personnage humanoïde ressemblant à un bouc. 
Lors de la cérémonie réalisée pour Connor au manoir Spellman, Ambrose rencontre Luke, une connaissance de Connor. 
Mme Wardwell utilise une vision de la fille décédée de Daniel Webster pour lui montrer qu'en tant qu'avocat, ce dernier était considéré comme le défenseur des damnés, n'ayant défendu que des violeurs et tueurs. Il lui révèle qu'il a passé un contrat avec le Diable pour devenir un excellent avocat, mais le prix fut de ne défendre que des criminels et l'un des hommes qu'il a défendu et fait libérer a tué sa fille. Lors du procès de Sabrina, il tente de rejeter la compétence du Tribunal en arguant que Sabrina est à moitié mortelle et devrait donc bénéficier d'un jury de mortel. Pendant ce temps, Luke rend visite à Ambrose et lui avoue qu'il est un sorcier, comme Connor et l'embrasse. 
Lors du procès, le père Blackwood accepte de la soumettre aux lois des mortels, mais à la condition qu'elle soit d'abord examinée pour trouver une marque de sorcière. Si elle n'en possède pas, elle sera soumise à un tribunal de mortel. Une fois rentrés à la maison, alors que Sabrina, ses tantes et Webster discute de la proposition du Père Blackwood, ce dernier arrive et déclare que le Seigneur obscur lui offre une autre option : elle ne brulera pas une fois morte et pourra continuer à voir ses amis si elle signe le Livre de la Bête et rejoint l'Académie des Arts Invisibles. Webster considère que c'est un piège et qu'il ne faut pas accepter. 
Le lendemain matin, Ambrose découvre que le familier de Connor est mort. Sabrina, elle, demande à Harvey de regarder son corps pour voir si elle a une tache de naissance. En revenant au lycée, Roz est bouleversée devant le temps mis par les commissions de parents sur les livres licencieux et avoue à Sabrina et Susie qu'elle est en train de devenir aveugle. À la mine, Harvey n'arrive pas à descendre sous terre et Tommy le renvoie chez eux. Sabrina n'ayant pas de marque de sorcière, elle décide de ne pas accepter la proposition du Père Blackwood et de se soumettre au test de la marque lors de l'audience pour obtenir un procès selon les lois mortelles, ou on est innocent jusqu'à preuve du contraire. 
Mais Hilda ne souhaite pas voir Sabrina être mise à nue lors du procès et décide d'aller chercher quelque chose qui peut l'aider. Lors du procès, Hilda arrive avant le test et est appelée à témoigner. Elle révèle que Sabrina a été baptisée dans une Église chrétienne par sa mère Diana un jour avant que Edward signe le Livre de la Bête, rendant la promesse nulle. Le Tribunal décide que Sabrina pourra mener une vie de mortelle si elle va à l'Académie des Arts Invisibles, ce qu'elle accepte. Les pouvoirs de Hilda et Zelda leur sont rendus. 

#### Épisode 4:Chapitre quatre: L'Académie des sorcières
- : 26 octobre 2018 sur Netflix

Sabrina commence son premier week-end à l'Académie des Arts Invisibles. Elle souhaite en apprendre le plus possible afin d'être capable d'invoquer le Seigneur Obscur et l'obliger à se tenir loin d'elle. Seulement, le père Blackwood ne la laisse assister qu'à des cours mineurs. Elle y fait la connaissance de Nicholas, un jeune sorcier, qui étudie le travail de son père. Mais les sœurs du Destin ne sont jamais bien loin et ne semblent pas vouloir laisser Sabrina tranquille. 
Roz et Susie passent leur week-end entre elle, chez Susie, à regarder des vieux films. L'oncle de Susie dort chez elle. Il est tombé malade après avoir vu un monstre dans la mine du père de Harvey et a un comportement étrange, qui inquiète Susie et Roz.
Sabrina découvre une horrible tradition de l'Académie : la descente aux enfers. Elle doit passer la nuit dans une cellule. Terrifiée, Salem vient à son secours. Le lendemain, alors que les sœurs du Destin continuent de la tourmenter, le père Blackwood la convoque : les familiers sont interdits dans l'Académie, sa tante Zelda doit le récupérer. Sabrina et sa tante lui demande de laisser Sabrina aller dans des cours d'un niveau plus élevé. Il acceptera à la condition qu'elle résolve l'Acheron, un puzzle. Une fois Sabrina partie, le Père Blackwood demande à Zelda d'être la sage-femme pour mettre au monde l'enfant de Constance Blackwood, sa femme. Pendant ce temps, Nicholas révèle à Sabrina que l'Acheron a été fait par Edward et que personne n'a réussi à le résoudre depuis. Elle lui demande de l'aide pour accéder aux travaux de son père. 
Luke appelle Ambrose pour un rendez-vous, mais Ambrose ne peut pas quitter la maison. Il demande à Hilda de l'aider à y aller par projection astrale, mais c'est dangereux car des créatures peuvent s'en prendre à lui. Hilda commence par refuser, mais à la suite d'une remarque désagréable de sa sœur, elle décide de l'aider. Pendant que Ambrose fait sa projection astrale, Mme Wardwell arrive à la morgue. Lors de son rendez-vous avec Luke, Ambrose lui avoue qu'il a déjà essayé de faire sauter le Vatican. Mme Wardwell fouille la maison à la recherche d'objet appartenant à Sabrina. 
Celle-ci doit faire face à une nouvelle épreuve des sœurs du Destin. Elles l’amènent à l'arbre où les 13 sorcières ont été pendues il y a longtemps. Elle doit y rester jusqu'à l'aube, sans se retourner. Cette épreuve est beaucoup plus éprouvante que la première pour Sabrina, qui ne peut compter sur l'aide de personne cette fois. Au matin, Quentin, un petit garçon, vient la chercher. En l'a ramenant à l'Académie, il lui montre sa tombe, et la tombe d'autres enfants morts sous la torture, pendant leurs bizutages. Sabrina appelle ses tantes à l'aide, qui vont voir le père Blackwood pour se plaindre, mais il ne compte pas s'occuper du problème. Hilda réalise que les enfants veulent une vengeance et se prépare à les aider. 
Harvey, qui a appris que l'oncle de Susie a vu quelque chose dans les mines lui aussi, veut lui parler. Mais lors de la discussion, l'oncle de Susie attaque Harvey et tente de le tuer jusqu'à ce que Roz intervienne. 
À l'Académie, les sœurs du Destin continuent de tourmenter Sabrina. Elles souhaitent pendre Sabrina, comme les 13 sorcières ; mais les esprits des enfants morts lors de la tradition de la descente aux enfers viennent se venger de leurs tourments sur les sœurs du Destin. 

#### Épisode 5:Chapitre cinq: Rêves dans une maison de sorcières
- : 26 octobre 2018 sur Netflix

En résolvant l'énigme de l'Acheron, Sabrina a libéré un démon. Zelda décide de sceller la maison pour éviter que le démon ne s'échappe et cause le chaos en ville. Ce dernier veut se venger de la famille d'Edward Spellman, celui qui l'a enfermé dans la boîte. Il s'avère être un démon du sommeil, ce qui implique que les membres de la maison ne peuvent dormir tant qu'il est en liberté, au risque d'être torturé dans leurs cauchemars. Zelda réussit à l'enfermer dans une urne funéraire, mais il s'avère que c'est un échec et ni les tantes, ni Ambrose ou Sabrina ne l'ont remarqué. 
Mme Wardwell, qui espionne Sabrina via son miroir, elle, remarque le démon, Battybat. Ce dernier l'appelle mère des démons et est en colère car elle l'a laissé enfermée dans l'Acheron. Mme Wardwell lui ordonne de ne pas faire de mal à Sabrina, mais Battybat est bien décidée à se venger, refuse de l'écouter et détruit le miroir par lequel elle espionnait Sabrina. 
Dans son cauchemar, Sabrina est au lycée de Baxter High, où se mélangent ses amis mortels et sorciers. Harvey la demande en mariage. Elle accepte et le jour de son mariage, elle avoue à Harvey qu'elle est une sorcière, mais Harvey la rassure en lui disant qu'il l'aime malgré tout. Néanmoins, au moment de la cérémonie, Tommy et le père d'Harvey interrompent le mariage et Harvey enferme Sabrina dans une vierge de fer, sous les encouragements de Roz et Susie, sans que ses tantes n'interviennent. Battybat lui propose de mettre fin à ses tourments si elle lui révèle le sort qui protège la maison, Sabrina refuse. 
Ambrose, quant à lui, rêve que son propre corps arrive à la morgue. Il s'occupe de l'autopsie et commence à manger son propre cœur ; il croise Mme Wardwell, qui est à la recherche de Sabrina mais elle s'est trompée de cauchemar. Ambrose est libéré de sa condamnation à rester dans la maison des Spellman, mais en quittant la maison, il se fait attaquer par Battybat et réalise qu'il est son propre corps, pendant l'autopsie qu'il a réalisé plus tôt. Battybat lui propose le même marché qu'à Sabrina, mais il refuse à son tour. 
Dans son cauchemar, Hilda est convoquée par le principal Hawthorne qui lui fait du charme. Mme Wardwell les interrompt, mais elle réalise qu'elle s'est encore trompée de cauchemar. Le Principal l'invite à dîner. Pendant qu'elle se prépare, Zelda se moque d'elle. En colère, Hilda la gifle et scelle ses lèvres. Après le dîner, le Principal lui révèle que son frère jumeau, qu'il a absorbé alors qu'ils étaient encore dans le ventre de leur mère, vit encore sur son ventre ; Hilda tente de fuir mais Hawthorne l'a cousu à Zelda, l’empêchant de s'échapper de sa sœur à tout jamais.
Enfin, Zelda rêve qu'elle va recevoir le Seigneur Obscur pour dîner, grand privilège pour les sorcières. Elle décide de lui servir un petit garçon pour le repas, alors que Hilda réalise une tarte aux légumes. Son rêve se transforme en cauchemar lorsque le Seigneur Obscur montre qu'il a une nette préférence pour Hilda, reprochant à Zelda d'avoir cuisiné un enfant destiné à être sorcier. Après le départ du Seigneur Obscur, Zelda tue sa sœur dans un accès de rage, mais contrairement à d'habitude, Hilda ne ressuscite pas, à son plus grand regret. 
Mme Wardwell finit par trouver le cauchemar de Sabrina et lui informe que c'est un rêve. Elle tente de la convaincre de fuir, abandonnant ses tantes et Ambrose. Une fois réveillée Sabrina est bien déterminée à aider sa famille. Elle trouve dans un des livres d'Ambrose un sort pour le renvoyer dans l'Acheron. Mais elle n'arrive pas à le contrer par manque de puissance. Pendant que Salem distrait Battybat, Sabrina décide de se rendormir pour aller chercher l'aide de sa tante Zelda dans son cauchemar, mais Zelda est dévastée par son cauchemar ; Sabrina part alors dans le cauchemar de Hilda qui lui donne une astuce pour vaincre Battybat, puis elle rejoint le cauchemar d'Ambrose pour qu'il l'aide à gagner du temps. En se servant des familiers d'Hilda, ses araignées, Sabrina crée un attrape-rêves et réussit à piéger Battybat, libérant les autres de leurs cauchemars. 

#### Épisode 6:Chapitre six: Un exorcisme à Greendale
- : 26 octobre 2018 sur Netflix

Mme Wardwell avoue à Sabrina qu'elle est une sorcière, qui l'observe de loin depuis un moment afin de la protéger, à la demande de son père, qui fut son mentor quand elle était plus jeune. Edward l'a recueilli dans l’Église de la Nuit après qu'elle a été excommuniée de son Église pour avoir voulu épouser un mortel. Elle a accepté de protéger Sabrina car elle était amoureuse d'Edward, mais Sabrina est furieuse que quelqu'un d'autre lui ait menti. Ambrose lui dit qu'elle devrait se montrer plus indulgente avec Mme Wardwell considérant qu'elle leur a sauvé la vie. 
Pendant ce temps, Harvey, Roz et Susie ont des visions terrifiantes de Jesse Putnam, l'oncle de Susie, les attaquant tour à tour. Cette dernière pénètre dans la chambre de son oncle pour s'assurer qu'il y est toujours, attaché. 
Alors que Hilda passe un entretien avec le Dr Cerberus pour travailler dans sa librairie, Zelda examine Madame Blackwood, enceinte. Les Blackwood sont inquiets car elle a déjà fait deux fausses couches. 
Au lycée, Harvey, Roz et Susie parlent de Jesse, l'oncle de Susie, à Sabrina. Harvey pense qu'il est peut être possédé. Sabrina tente de les rassurer, que la possession n'existe pas, mais en vain. En rentrant chez elle, Sabrina en parle à ses tantes afin d'obtenir de l'aide ; mais elles ne semblent pas disposées à intervenir. Elle part demande à Ambrose pour faire une projection astrale dans la chambre de Jesse. Le démon lui révèle qu'il s'appelle Maerceci et tente de posséder son corps astral, une capacité à la portée des démons majeurs. Ambrose la réveille en urgence et réalise que Maerceci s'est moquée d'elle et que ce n'est pas son nom, il s'agit juste du mot Ice-cream à l'envers. 
Elle va voir Harvey car quelque chose qu'a dit le démon lui fait penser qu'elle doit aller dans les mines. Il refuse de la laisser y aller seule, alors il décide de l'accompagner, malgré sa peur, ignorant que leur conversation a été écoutée par Stolas. Dans les mines, Sabrina découvre une stèle de pierre représentant un serpent, mais elle a perdu Harvey. En le cherchant, elle tombe sur Mme Wardwell. Grâce à la stèle, elle trouve le nom du démon, Apophis. 
En cours de démonologie, Sabrina demande si une sorcière peut réaliser un exorcisme, ce qui est impossible selon Père Blackwood car l'exorcisme est une notion de l’Église catholique faisant appel au faux Dieu. Il lui apprend que Apophis est un démon ver parasite, donc Jesse va bientôt mourir de toute façon puis le ver prendra possession d'un autre corps. Sabrina est encore plus déterminée à aider ses amis, dont l'un est très probablement le prochain hôte d'Apophis, et Nicholas lui propose son aide. 
De retour chez elle, Sabrina retrouve Mme Wardwell avec ses tantes. Elle leur a dit la vérité à son sujet et explique à Sabrina que son père a créé un rituel d'exorcisme pour les sorcières, qui ne dépend pas du faux Dieu mais du pouvoir de la sorcière qui le réalise. Sabrina ne voulant pas abandonner, Hilda et Mme Wardwell décident de réaliser le rituel avec elle, néanmoins Zelda refuse. Elles ne sont pas assez puissantes pour réaliser l'exorcisme, jusqu'à ce que Zelda intervienne, convaincue par Ambrose de les aider. 
En rentrant à la maison des Spellman, Hilda, Zelda et Sabrina découvrent que le père Blackwood est au courant de leur exorcisme. Alors qu'il menaçait excommunier Zelda, celle-ci lui explique que sa femme attend des jumeaux et qu'elle pourra l'aider à mener à bien sa grossesse si elle reste dans l'Eglise. 

#### Épisode 7:Chapitre sept: La Fêtes des fêtes
- : 26 octobre 2018 sur Netflix

Thanksgkiving approche, ainsi que la Fête des Fêtes, une tradition de sorcières restaurée par le père Blackwood. La famille Spellman a été choisie pour y participer cette année. Le but est de sacrifier une sorcière qui servira de repas au Coven, ce sacrifice étant un grand honneur. Hilda étant été excommuniée, seules Sabrina et Zelda peuvent participer au tirage au sort ; de fait Zelda décide de représenter la famille Spellman. Sabrina est bien décidée à stopper ce cruel rituel. 
Pour Thanksgiving, Mme Wardwell donne un travail à faire à ses élèves : enquêter sur leurs origines. Harvey interroge son grand-père à ce sujet, qui lui promet de lui en parler pendant la partie de chasse. Susie fouille dans les affaires de sa famille et trouve des informations sur Dorothea Putman, son ancêtre pionnière. Roz rend visite à sa grand-mère Ruth, aveugle, qui a eu la même maladie qu'elle et lui révèle qu'elle possède un sixième sens lui permettant de voir des choses que les autres ne peuvent pas observer. 
Sabrina découvre que Prudence fait partie des 14 sorcières à faire partie du tirage au sort également. En découvrant que son père avait interdit la Fête des Fêtes trouvant cela barbare, elle est plus déterminée que jamais à stopper ce rituel. Elle décide de ranger sa tante de son côté en se proposant comme l'une des 14 à participer au tirage au sort. Mais Zelda n'intervient pas et la laisse être l'une des sorcières. Prudence est désignée comme la Reine de la Fête, Sabrina comme la Servante : durant les 3 prochains jours, Sabrina devra réaliser tous les caprices de Prudence. Cette dernière arrive d'ailleurs à la maison des Spellman. Sabrina tente de la convaincre de fuir, en vain. Prudence, quant à elle, est bien déterminée à vivre sa vie pleinement pendant ses derniers jours. Sabrina la convainc d'aller au lycée de Baxter High avec elle, mais en discutant avec Harvey, Prudence réalise qu'il vient d'une famille de chasseurs de sorcières et s'énerve. 
Mme Wardwell a enquêté sur la Fête des Fêtes et a trouvé une sorcière qui a rejeté la couronne et qui vit depuis recluse dans la Vallée de la Lune à Greendale. Prudence accepte d'aller lui parler si ses sœurs l'accompagnent. Dezmelda leur explique qu'elle n'a pas fui le Seigneur Obscur mais le Grand prêtre. Lors de sa Fête des Fêtes, seules des jeunes sorcières avaient été sélectionnées pour le tirage au sort ; une fois Dezmelda désignée Reine de la Fête, le Grand prêtre a déclaré avoir reçu un message du Seigneur Obscur demandant que la Reine couche avec lui, poussant Dezmelda à fuir dans la forêt. Prudence refuse toujours de rejeter sa couronne, car le Père Blackwood ne lui demandera jamais cela. Malgré le fait que Sabrina lui explique que le problème est que c'est le Père Blackwood qui demande la Fête des Fêtes, pas le Seigneur obscur, il peut se tromper ou être corrompu et demander ce qui l'arrange, Prudence veut toujours être Reine.
Pendant ce temps, la famille Kinkle chasse dans la même forêt. Ils tombent sur un cerf et le tuent, qui s'avère être un familier. Sabrina et les filles le retrouvent et se cachent avec un sort les rendant invisibles. Sabrina se retrouve face à face avec Harvey et sa famille, qui ne peut les voir. Mais à la suite de cela, les Sœurs du Destin sont enragées et Agatha et Dorcas réclament vengeance pour les sorcières que la famille Kinkle a tuées dans le passé. En rentrant chez elle, Sabrina retrouve Harvey ; quand celui-ci lui explique qu'il a été incapable de tirer pendant la chasse, elle l'enlace et semble murmurer un sort.
Roz amène Susie voir sa grand-mère. Ruth explique que les sorcières de Greendale ont jeté un sort de cécité sur les femmes de la famille Walker, ce qui a exacerbé leurs pouvoirs de vision. 
Constance Blackwood arrive en panique à la maison Spellman pour voir Zelda, terrorisée à l'idée de perdre ses jumeaux. Elle a des crises de paranoïa, persuadée que des sorcières veulent du mal à ses enfants. En parlant avec elles, elle explique qu'elle a jeté un sort aux sœurs du Destin pour en tuer une. Zelda réalise que si le Père Blackwood a d'autres enfants, ces derniers peuvent prétendre à son héritage. Sabrina décide d'organiser un repas pour faire éclater la vérité : si Prudence a été sélectionnée pour être la Reine de la Fête, c'est du fait de Lady Blackwood et non de la volonté du Seigneur Obscur. Lors du repas, Sabrina sert un gâteau de vérité préparé spécialement par Hilda : Lady Blackwood avoue qu'elle n'aime pas Prudence et qu'elle a enchanté l'urne pour s'assurer qu'elle serait désignée comme Reine, persuadée que les Sœurs du destin sont les enfants illégitimes de Père Blackwood. Sous l'effet du gâteau, le père Blackwood confesse être le père de Prudence et que sa mère s'est suicidée car il a refusé de l'épouser, mais nie être le père de Dorcas et Agatha. Sabrina convainc le père Blackwood d'interdire la Fête des Fêtes à tout jamais en échange du silence des convives. 
Lors de la Fête des Fêtes, le père Blackwood annonce que Prudence ne sera pas mangée. Une des sorcières, Mildred se tranche alors la gorge devant l'assemblée. Le Père Blackwood la déclare Reine de la Fête et les autres membres du Coven se jettent sur son corps pour la dévorer, exceptés Zelda, Nicholas et Sabrina qui regarde la scène, effrayés.

#### Épisode 8:Chapitre huit: L'Enterrement
- : 26 octobre 2018 sur Netflix

Sabrina et Ambrose discutent : il est possible que la condamnation d'Ambrose à rester dans la maison des Spellman soit levée, Luke connaissant le Père Blackwood et faisant une demande en sa faveur. Alors que les corps des parents de Connor, qui se sont suicidés, viennent d'arriver, Zelda reçoit un appel l'informant qu'il y a eu un accident aux mines des Kinkle. Sabrina y va pour s'assurer que Harvey va bien ; il s'avère qu'il a juste reçu un coup sur la tête. Néanmoins, 5 hommes sont toujours dans la mine, dont Tommy. Le passage de la mine s'est effondré et personne ne peut passer pour aller porter secours aux hommes coincés. Susie qui a entendu une la discussion, s'est faufilée dans la mine, après que sa tante Dorothea lui a dit de le faire ; elle a trouvé le casque de Tommy, ensanglanté et défoncé. Le père d'Harvey décide de stopper les recherches tant qu'ils n'ont pas l'équipement adéquat pour le faire. 
En rentrant chez elle, Zelda et Ambrose les informent que les nouvelles ne sont pas bonnes : Ambrose a réalisé une projection astrale dans la mine pour chercher des survivants, mais il n'en a trouvé aucun. Le problème, c'est qu'ils ne peuvent le dire à personne car ils ne pourront pas expliquer comment ils savent que cela ne sert à rien de continuer les recherches. Zelda est catégorique : les sorcières ne doivent pas interférer dans les affaires des mortels, sinon des conséquences tragiques pourraient arriver. 
Néanmoins, les recherches ne reprennent pas car le père d'Harvey a décidé de les stopper pour éviter de mettre plus de vie en danger, mais Harvey pense que son père agit ainsi pour l'argent car il ne pourra pas toucher l'assurance de Tommy tant que les funérailles n'ont pas eu lieu. En entendant Dorcas et Agatha expliquant à Nicholas que si Sabrina ne vient plus à l'Académie depuis quelques jours, c'est parce qu'il y a eu un accident à la mine, Prudence réalise que quelque chose cloche. 
En parlant avec Hilda, Sabrina l'interroge sur la mort, notamment sur la manière dont Hilda fait pour ressusciter quand Zelda la tue : en enterrant sa sœur dans une parcelle précise du jardin, contenant de la terre du jardin de Caïn trempée dans le sang d'Abel. Mais Hilda prévient Sabrina : elle ne doit pas tenter de ressusciter un mortel, le puits de Caïn est réservé aux sorcières. 
Lors de l'enterrement de Tommy, Sabrina explique à Mme Wardwell que si Harvey s'en est sorti quasi indemne, c'est parce qu'elle a placé sur lui un sort de protection car elle avait peur que les sœurs du Destin s'en prennent à lui. L'enterrement se finit mal, Harvey et son père finissant par se disputer en public. Sabrina a du mal à supporter la situation, elle ne pense pas que Harvey puisse survivre avec son père sans son frère ; elle se tourne vers Mme Wardwell pour voir s'il y a un moyen de faire revenir Tommy. Sous couvert de refuser de l'aider, Mme Wardwell laisse entendre qu'elle possède le Livre des morts, contenant des sorts de nécromancie : il est possible de faire ressusciter Tommy, mais cela nécessite la mort de quelqu'un d'autre, une vie pour une vie. 
Ambrose reçoit la visite du Père Blackwood qui a examiné son cas. Il lui explique comment il s'est retrouvé dans un complot pour faire exploser le Vatican ; après avoir été arrêté, une offre lui a été proposée : l'immunité contre le nom de ses complices, ce qu'il a refusé. Le Père Blackwood lui propose le même choix et lui laisse un temps de réflexion. Zelda demande de l'aide au Père Blackwood et souhaite réaliser une confession satanique. Elle craint d'être un échec pour l’Église de la Nuit. Mais il la rassure et se confie à elle sur le fait que Constance, sa femme, ne le désire plus, puis ils s'embrassent.
Susie est réveillée dans la nuit par Dorothea qui la félicite pour avoir tenté de secourir les hommes dans la mine. Harvey, lui, se renferme de plus en plus sur lui même. Roz se confie à Sabrina : lorsqu'elle a saisi le casque de Tommy, elle a eu une vision d'elle dans les mines voyant deux jeunes adolescentes, que Sabrina identifie comme Dorcas et Agatha, jouant en écrasant des poupées ressemblant à des mineurs. Sabrina réalise que deux des trois sœurs du Destin sont impliquées dans l'accident de la mine. Elle convoque Prudence et lui explique qu'elle veut son aide pour récupérer Tommy. Dorcas et Agatha ne tentent même pas de mentir au sujet des mines et Sabrina exige une de leur vie en échange. Nicholas décide de se joindre à elles et Sabrina part voler le Livre des morts de Mme Wardwell. Agatha ligotée et bâillonnée va être sacrifiée pour ressusciter Tommy. Sabrina, Nicholas, Dorcas et Prudence réalisent le rituel sous le regard de Mme Wardwell. Mais une fois le rituel fini, Sabrina enterre Agatha dans le puits de Caïn. Ambrose les surprend et la met en garde : il y a des règles qu'on ne peut pas tromper, mais Sabrina est persuadée de la réussite de son plan, confirmé par la résurrection d'Agatha. Dans 13 heures, Tommy reviendra. 
Le lendemain, au lycée, Roz explique à Sabrina que sa cécité est une malédiction causée par une sorcière qui avait été contrariée par une de ses ancêtres, entraînant l’ingéniosité. Ambrose a décidé de ne pas accepter l'offre du Père Blackwood et ne dénonce pas ses complices ; mais le Père Blackwood le récompense pour la fidélité et l'intégrité dont il fait preuve : il ne lève pas sa condamnation entièrement mais lui permet d'aller à l'Académie à nouveau. Zelda informe le Père Blackwood que sa femme attend des garçons ; Zelda tente de l'embrasser mais il la repousse avant de proposer d'expier leurs pêchés par flagellations. 

#### Épisode 9:Chapitre neuf: Le Mortel ressuscité
- : 26 octobre 2018 sur Netflix

Sabrina rend visite à Harvey, qui lui apprend que Tommy est revenu des mines. Il semble aller bien physiquement, mais il ne mange pas et ne parle pas. À la suite d'une session de confession satanique, Père Blackwood demande à Zelda d'être la marraine profane des jumeaux, leur Mère de Nuit, ainsi que d'assurer les cours de Constance Blackwood à sa place, ce qu'elle accepte. Agatha se met à vomir de la terre et Nicholas rend visite à Sabrina en projection astrale pour l'informer de son état de santé. Sabrina maintient que tout va bien mais malgré tout, elle envoie Salem surveiller la maison d'Harvey en précaution.
En reposant le Livre des Morts dans le bureau de Madame Wardell, celle-ci donne une chance à Sabrina d'avouer ce qu'elle a fait, mais elle nie. Roz cherche Sabrina, ayant entendu dire que Tommy était vivant. Mais elle ne se montre pas joyeuse à cette idée car la nuit dernière elle a fait un rêve dans lequel des chiens démembraient le corps de Tommy. Sabrina finit par avouer que quelque chose ne va pas avec Tommy et demande à Roz d'aller le voir pour utiliser ses visions. 
De retour à l'Académie, Ambrose se voit confier un familier. Alors qu'il fête ça avec Luke, Prudence, Dorcas et Nicholas font irruption : l'état d'Agatha ne s'améliore pas. Ambrose leur apprend que Tommy ne va pas bien, contrairement à ce que prétend Sabrina. Il décide d'aller voir une experte sur le puits de Caïn, Hilda. Celle-ci, après examen, affirme considère que Agatha est sortie trop vite de terre. Ambrose doute sur le remède et lui demande des explications : ce que Hilda a prescrit sert à tenir les autres occupés, car la terre demande une âme et Agatha va être emportée. 
Sabrina et Roz arrivent chez les Kinkle. Harvey explique que son frère se comporte comme un robot, ses réactions sont machinales. Alors que Roz prend les mains de Tommy, elle entend un bébé pleurer et a une vision de Tommy, perdu dans les bois et d'une femme effrayante qui lui touche l'épaule, qui s'avère être Sabrina. Elle ne parle pas de cette dernière partie à son amie, mais lui raconte le reste.
Susie continue de parler avec sa tante Dorothea, qu'elle est la seule à voir. Alors qu'elle lui explique que des footballeurs s'en sont pris à elle dans la librairie du Dr Cerberus, Hilda est venue à son secours ; Dorothea lui demande si les Spellman sont toujours des sorcières, surprenant Susie. 
Sabrina finit par trouver le problème de Tommy : elle l'a ressuscité, mais n'a pas ramené son âme. Alors qu'elle pensait que Ambrose était derrière elle, il s'avère que c'est sa tante Hilda au courant de tout par Ambrose. Sabrina explique à sa tante qu'elle peut tout arranger en mettant l'âme de Tommy dans son corps, son âme étant dans les limbes. Hilda tente de la décourager en lui expliquant que Sabrina a franchi une ligne et a bouleversé l'équilibre des choses : quelqu'un doit mourir. L’état d'Agatha empire de plus en plus, Prudence, Dorcas et Nicholas sont obligés de dire la vérité à Zelda et au Père Blackwood. Devant le courroux du Père Blackwood, Zelda s'engage alors à tuer Tommy pour restaurer l'équilibre. 
Ambrose, qui a examiné les cadavres des autres mineurs décédés, a trouvé des marques de morsures humaines sur leurs corps. Il suppose que si Tommy n'a toujours pas mangé depuis qu'il est revenu, c'est parce qu'il s'est nourri des autres mineurs et n'a pas encore faim. Chez les Kinkle, le père d'Harvey s'énerve contre Tommy et Harvey prend sa défense. Au moment où son père tente de le frapper, Tommy prend la défense de son frère et tente d'étrangler son père. Sabrina arrive et Tommy semble être revenu à la normale, mais Harvey commence à avoir des doutes sur son frère. Elle lui fait promettre de la prévenir si jamais quelque chose d'anormal se passe avec Tommy et de fuir à ce moment-là. 
En rentrant chez elle, Sabrina doit faire face à la colère de sa tante Zelda. Sabrina est déterminée à poursuivre son plan et aller chercher l'âme de Tommy dans les limbes. Après une violente dispute, Zelda et Hilda laissent Sabrina faire ce qu'elle veut, mais après, elle devra le faire seule et surtout, elle devra payer le prix et assumer les conséquences de ses actes. Sa famille lui refusant toute aide, elle se tourne vers Mme Wardwell. Elle la met en garde contre le Dévoreur d'âmes qui chasse dans les limbes. 
Le père Blackwood doute que Zelda réussisse à tuer Tommy, alors il envoie Dorcas et Prudence s'assurer que le travail soit fait. Mais Nicholas veut laisser sa chance à la famille Spellman, et stoppe les deux sœurs. 
Sabrina entre dans les limbes et cherche Tommy ; à la place, Sabrina tombe sur l'âme de sa mère, Diana, troublée de voir sa fille adolescente et dans les limbes. Le Dévoreur d'âmes arrive et sa mère lui ordonne de courir. Elle finit par trouver l'âme de Tommy. Alors qu'ils tentent de sortir des limbes, le fil qui la reliait à Mme Wardwell se brise. Elle finit par retrouver la sortie, mais au dernier moment, le Dévoreur d'âmes se nourrit de Tommy. Mme Wardwell lui explique qu'il ne lui reste plus qu'une seule option : dire la vérité à Harvey et espérer qu'il l'accepte.Mme Wardwell pense en réalité que Harvey ne l'acceptera pas, coupant ainsi Sabrina de sa principale attache au monde des mortels. Par la suite, alors qu'elle souhaitait s'occuper de ses amies Roz et Susie, il s'avère que ce n'est pas nécessaire : à la suite de sa vision, Roz est persuadée que Sabrina est une sorcière et Susie lui apprend que les Spellman sont une familles de sorciers. 

#### Épisode 10:Chapitre dix: Minuit
- : 26 octobre 2018 sur Netflix

Mme Wardwell discute avec quelqu'un dans son salon. Elle lui explique que Sabrina va bientôt réaliser la prophétie du Seigneur Obscur et que la tempête qui s'est abattue sur Greendale était à prévoir car les signes étaient là, au moins pour ceux qui savent les voir. Roz se confie à sa grand-mère sur la possibilité que Sabrina soit une sorcière. Sa grand-mère la rassure en lui disant que Sabrina n'est pas le genre de sorcière dont elle doit avoir peur et mais d'autres, plus puissantes et dangereuses, arrivent. 
Sabrina est dévastée par sa rupture avec Harvey. Au lycée, Roz et Susie demandent à Sabrina si elle est une sorcière. Elle tente de nier, mais finit par tout avouer. Ses amies la réconfortent, au désespoir de Mme Wardwell qui espérait qu'elles aussi finiraient par s'écarter de Sabrina. Elle explique qu'elle a dû amener une menace à Greendale, les 13 sorcières, pour forcer Sabrina à faire un choix. Elle les invoque pour qu'elles accomplissent leur vengeance. Ces 13 sorcières ont été traquées par les mortels, abandonnées par les leurs, pendues dans un arbre et laissé là jusqu'à ce que Dorothea Putnam les détache et les enterre sur ses terres. Elles investissent la ville de Greendale à minuit. Ambrose et Luke les retrouvent alors qu'elles réalisent un rituel d'invocation. L'une d'elles les surprend et lui transmet un message pour l’Église de la Nuit. 
Au lycée, Sabrina tente de discuter avec Harvey. Ce dernier lui explique que s'il ne la déteste pas, il ne peut pas s'empêcher de penser à son frère quand il la regarde. Une projection astrale de Hilda apparaît alors, prévenant Sabrina qu'elle doit se rendre au plus vite à l’Église de la Nuit pour une réunion d'urgence. Lors de cette réunion, le père Blackwood leur dit qu'il a eu des visions et les prévient qu'ils doivent faire face à une grande menace : le Seigneur Obscur tente de les punir pour leurs pêchés. Ambrose et Luke font irruption, révélant le retour des 13 sorcières de Greendale qui ont fait appel au Vengeur écarlate, l'Ange rouge de la mort, venu pour réaliser leur vengeance. Les premiers-nés de Greendale, qu'ils soient sorciers ou mortels, périront le lendemain à minuit. Le Père Blackwood promet de protéger tous les sorciers et sorcières qui se réfugieront à l'Académie, mais il ne fera rien pour les mortels. 
À la surprise des autres membres de la famille, Zelda souhaite que les Spellman restent pour protéger les mortels. Ils invoquent une tornade pour forcer les mortels à se réunir dans un même endroit, le refuge souterrain du lycée de Baxter High, et ainsi faciliter leur protection. Harvey et Roz manquent à l'appel. Sabrina part chercher Harvey, mais il refuse de partir et déclare qu'il se protégera lui-même. Quant à Roz, sa grand-mère ne veut pas partir non plus, sachant la vraie menace qui arrive, et Roz refuse de l'abandonner ; Susie, venue les chercher, décide de rester avec elles également. À la demande de Sabrina, Nicholas va chez Harvey pour le protéger du danger. 
Alors que les sorcières arrivent, Sabrina, Hilda, Zelda et Ambrose s'occupent de protéger les mortels dans le lycée, tandis que le reste du coven s'est réfugié dans l'Académie et que Nick protège Harvey. Une sorcière vient s'en prendre à Susie, Roz et Ruth, mais Susie s'adresse à elle en tant que descendante de Dorothea Putmnam, la femme qui a aidé les sorcières à traverser l'océan, qui les a décroché de l'arbre ; pour ces raisons, elle demande à la sorcière de ne pas faire du mal à Roz et sa grand-mère. 
Les Spellman ont réussi à mettre en place une protection, mais Zelda est convoquée par le Père Blackwood car sa femme est sur le point d'accoucher. La protection peut toujours marcher à trois, mais Ambrose disparaît à son tour, convoqué par Luke qui ne souhaite pas le voir mourir et la fait venir de force à l'Académie et l'a lié pour qu'il ne parte pas. Il ne reste que Hilda et Sabrina pour maintenir le sort de protection ; Mme Wardwell arrive et considère que la défense est terminée et qu'il est temps de passer à l'attaque. Hilda se retrouve seule, avec Salem, à défendre le lycée, pendant que Sabrina et Mme Wardwell partent chercher le seul moyen de défaire les 13 sorcières : amener Sabrina à suivre le Chemin de la Nuit et user du pouvoir qu'elle a refusé lors de son Baptême obscur. Elle l'amène dans la forêt pour lui faire signer le Livre de la Bête, échanger sa liberté contre le pouvoir. Mme Wardwell finit par convaincre Sabrina de le signer. Elle a désormais le pouvoir de stopper les 13 sorcières et réalise que le malum malus qu'elle a mangé lui a montré comment se débarrasser d'elles : en mettant le feu à l'arbre où elles ont été pendues. Pendant ce temps, Zelda accouche les enfants de Constance Blackwood, mais cette dernière saigne beaucoup à la suite de son accouchement, mettant sa vie en danger.
Les sorcières quittent Greendale pour laisser place à l'Ange de la mort de venir. Sabrina convoque les 13 sorcières : elle leur ordonne d'arrêter ou d'affronter sa colère. Le feu de la terre ne pouvant atteindre les sorcières, Sabrina invoque le Feu de l'enfer, chose que seule 3 sorcières avaient réussi jusqu'à maintenant. Une fois les sorcières disparues avec leur colère, l'ange disparaît lui aussi sans faire de victime.
Constance Blackwood n'a pas survécu à l'accouchement. Zelda annonce au Père Blackwood que l'un des jumeaux a dévoré l'autre dans l’utérus, il n'a donc qu'un seul fils et héritier. La grand-mère de Roz est également décédée dans son sommeil. Hilda embrasse le Dr Cerberus qui venait de la ramener chez elle, mais ce dernier a un regard différent lorsqu'il s'en va. En rentrant, Zelda annonce à Hilda qu'elle a volé le second enfant du Père Blackwood, prétendument mort et qu'il est en réalité une fille, bien vivante et née avant son jumeau. Sabrina rend visite à Harvey pour s'excuser de tout ce qu'elle a fait ; Harvey lui propose qu'ils se remettent ensemble, sans mensonge cette fois. Mais Sabrina refuse, elle a peur que ce ne soit pas sûr pour lui et ses amies. 
Mme Wardwell continue de discuter avec son invité, qui s'avère être le principal Hawthrone, ligoté dans une chaise, pour lui expliquer qu'au final, tout s'est déroulé selon le plan du Seigneur obscur : Sabrina est allée loin sur le Chemin de la Nuit. Elle révèle être la Mère des démons, Lilith, concubine de Satan, Madame Satan. Mais bientôt, elle sera bien plus que ça : quand elle aura terminé de faire de Sabrina le soldat de Satan, elle sera la Reine des enfers au côté du Seigneur obscur. Elle dévore le principal Hawthrone. En discutant avec Stolas, celui-ci lui fait remarquer que Satan semble vouloir que Sabrina règne à ses côtés et non elle. Cependant, elle ne s'en inquiète pas car elle possède un moyen de se débarrasser d'elle ; à la suite de quoi, elle tue son familier. 

#### Épisode 11:Chapitre onze: Un conte d'hiver
- : 14 décembre 2018 sur Netflix

La semaine avant Noël, la veille du solstice d'hiver, la famille Spellman s'occupe des décorations. Sabrina est un peu déprimée à cette période de l'année, ses parents lui manquent, d'autant qu'elle garde encore ses distances avec ses amies et Harvey qui ont découvert sa nature de sorcière. Zelda, qui a nommé la fille du Père Blackwood qu'elle a enlevée Leticia, allume la bûche de Yule, une bûche spéciale assurant une protection totale contre les esprits le reste de l'année. Sabrina parle avec Ambrose : elle souhaiterait parler avec sa mère à propos de sa relation avec Harvey et lui demander pourquoi elle se trouvait dans les limbes. Ambrose la dissuade de réaliser une séance car d'autres forces obscures pourraient venir avec sa mère. 
Miss Wardwell, aussi Madame Satan, demande au Seigneur obscur des précisions : malgré le fait que Sabrina ait signé le Livre de la Bête, il ne l'a toujours pas rappelé auprès de lui. Sabrina fait interruption pour lui emprunter son Livre des morts, ce qu'elle accepte. Elle la met néanmoins en garde : ne pas parler des choses innommables avec sa mère. Une fois Sabrina partie, Miss Wardwell réalise qu'il serait dangereux pour la suite du plan du Seigneur Obscur que Sabrina parle avec sa mère et décide de perturber la séance. 
Sabrina demande à Roz et Susie de participer à la séance, mes elles ne souhaitent pas le faire car il est trop tôt pour elles. Surtout que Susie a trouvé un travail en tant que lutin au village du père noël et devra travailler toute la soirée. Sabrina va ensuite voir Harvey, qui lui confie que son père a sombré dans l'alcoolisme et elle lui offre des crayons enchantés, conçus pour ne jamais se briser. Elle demande aux sœurs du Destin de l'aider à réaliser sa séance dans le dos de ses tantes. Elles acceptent. 
Roz rend visite à Susie en lutine et propose de la ramener après, mais Susie doit refuser car elle finit tard ; en partant, Roz semble perturbée par le son de l'appareil photo. Le soir, alors que Susie voit une des poupées de cire pleurer, Mr Bartel kidnappe Susie. 
Pendant ce temps, Miss Wardwell éteint la bûche de Yule des Spellman avec un sort, juste avant la séance de Sabrina. Cette dernière débute et semble être une réussite ; Diana Spellman tente de se matérialiser devant sa fille à sa demande et y arrive. Sabrina lui demande comment elle peut l'aider à la sortir des limbes, mais sa mère rétorque que c'est trop dangereux. Une interférence se fait ressentir alors, d'autres esprits tentent de venir. Hilda et Zelda rentrent à la maison et la connexion avec Diana est rompue avant qu'elle ait pu répondre à toutes les questions de sa fille. Zelda pense que Sabrina a éteint la bûche de Yule pour contacter sa mère. Sabrina nie et explique à sa tante que sa mère est coincée dans les limbes ; Ambrose a vérifié la maison et estiment que des esprits ont bien pénétré la maison mais sont partis depuis. Zelda leur recommande de faire brûler une bougie de protection et de prier Satan. Elle leur conseille de faire tout de même attention car les esprits pourraient être bien cachés. 
Le jour du solstice, Zelda promet à Sabrina de l'aider avec sa mère une fois le jour de l'an passé. Cette dernière a concocté un lait de poule spécial pour le père d'Harvey afin de stopper son alcoolisme. Le père de Susie est inquiet car elle n'est pas rentrée de la nuit et contacte Roz. Susie, attachée à une table, découvre que Mr Bartel est un démon. Au manoir des Spellman, les esprits qui sont entrés dans la maison commencent à se manifester et jouent des mauvais tours aux habitants. Zelda révèle que ce ne sont pas des simples poltergeists mais les fantômes de Yule, des esprits d'enfants. Il est difficile de les bannir, il faut que leur mère, Gryla, leur ordonne après lui avoir fait une offrande, mais elle déteste les hommes alors Ambrose doit quitter la maison, ainsi que cacher Leticia sinon Gryla risque de l'ajouter à ses enfants. Elles arrivent à un accord, mais alors que Gryla s'apprête à partir, Leticia pleure ; Gryla décide d'emporter l'enfant. Diana intervient alors, investie des pouvoirs d'une sainte et d'une démone, et sera celle qui décide qui de Zelda ou Gryla aura l'enfant : les deux sorcières devront saisir l'une des mains de l'enfant placé dans un cercle, celle qui aura la force de tirer l'enfant à elle le gardera. Elles acceptent, mais Zelda finit par refuser de le faire car elle a peur de faire mal au bébé. Gryla quitte la maison avec Leticia ; mais Sabrina révèle qu'elle a métamorphosé un ourson en peluche en lieu et place de Leticia quand cette dernière s'est mise à pleurer pour la protéger. 
Roz débarque chez Sabrina car elle a peur que quelque chose soit arrivée à Susie. Lorsqu'elle lui avait rendu visite à son travail, elle a eu une vision de Monsieur Bartel en démon et pense qu'il enlève les enfants pour les plonger dans la cire afin d'en faire des mannequins. Hilda révèle que Bartel est le nom d'un démon de Yule. Sauf que lors du solstice, les démons de Yule sont très puissants, surtout la nuit ; Zelda décide de rappeler Gryla, partant du principe qu'elle acceptera de les aider car elle déteste ceux qui font du mal aux enfants, beaucoup plus que le fait qu'elles viennent de la tromper. Tandis que Roz garde Leticia, Zelda, Hilda et Sabrina partent délivrer Susie. 
Gryla fait rentrer les esprits de ses enfants dans la maison de Bartel, Gryla l'attaque et libère Susie. Comme elle n'est pas orpheline, elle la laisse partir. Sabrina retrouve Susie et Hilda a préparé des cookies magiques pour faire oublier à son père qu'elle a disparu pendant un long moment. Gryla a récupéré les esprits des enfants emprisonnés par Bartel et le punit. 
En rentrant chez elle, Zelda décide qu'il est temps de se séparer de Leticia et de l'amener à Dezmelda, avec qui elle sera plus à l'abri qu'avec son père ou chez les Spellman avec le risque que Gryla revienne. 
Diana rend une dernière visite à sa fille avant de repartir, avant que l'aube ne se lève. Elle lui explique que ce qui la retient dans les limbes est la peur que Sabrina ne soit pas aimée et protégée comme elle l'aurait été avec elle, sa propre mère ; mais en la voyant, elle réalise qu'elle n'avait pas à s'inquiéter. Concernant Harvey, Diana lui explique qu'en apprenant que son père était un sorcier, elle l'a suivi du mieux qu'elle pouvait sur le Chemin de la Nuit mais elle n'aurait laissé personne d'autre le faire. Avec la fin du solstice, la bûche de Yule s'éteint et Diana disparaît. 
Le jour de Noël, Harvey rend visite à Sabrina. Il lui apprend que son père a décidé d'arrêter de boire et qu'il sait que Sabrina est intervenue. Il la remercie, mais lui demande de ne plus jamais utiliser la magie sur lui ou sur son entourage ; étant incapable de lui faire confiance, il lui rend les crayons qu'elle lui a offert. 

### Partie 2

#### Épisode 12:Chapitre douze: L'Épiphanie
- : 5 avril 2019 sur Netflix

#### Épisode 13:Chapitre treize: La Passion de Sabrina Spellman
- : 5 avril 2019 sur Netflix

#### Épisode 14:Chapitre quatorze: Lupercales
- : 5 avril 2019 sur Netflix

#### Épisode 15:Chapitre quinze: La Maison de l'horreur du docteur Cerberus
- : 5 avril 2019 sur Netflix

- Veronica Cartwright

#### Épisode 16:Chapitre seize: Blackwood
- : 5 avril 2019 sur Netflix

- Ray Wise (l'Antipape)

#### Épisode 17:Chapitre dix-sept: Les Missionnaires
- : 5 avril 2019 sur Netflix

- Spencer Treat Clark (Jerathmiel)

#### Épisode 18:Chapitre dix-huit: Les Miracles de Sabrina Spellman
- : 5 avril 2019 sur Netflix

- William B. Davis (Mathusalem)

#### Épisode 19:Chapitre dix-neuf: Le Sort de la mandragore
- : 5 avril 2019 sur Netflix

#### Épisode 20:Chapitre vingt: La Valse de Mephisto
- : 5 avril 2019 sur Netflix